# هوليا أوران
هوليا أوران (المعروفة أيضًا باسم بيس هوزات) هي زعيمة في حزب العمال الكردستاني وهي الرئيس المشارك لاتحاد مجتمعات كردستان (كوما سيفاكين كردستان)، بجانب مع جميل بايق. هي العضو السادس في المجلس الرئاسي العام، وهو الهيئة الأكثر سلطة في حزب العمال الكردستاني.

## النشأة
ولدت عام 1978 في تانر بمحافظة تونجلي وهي الطفلة السابعة لأسرة مكونة من تسعة أطفال. التحقت بمدرسة ابتدائية في تينار وحضرت المدرسة الثانوية في قيصرية. بيس هوزات قالت عن سنوات الدراسة الإعدادية والثانوية في قيصرية أنها «شهدت آخرين في قيصرية من خلال العلويون والكراهية. عندما تُعرف بأنك كردي وعلوي، فهناك نهج يهمشك ويحتقرك ويذلك. إن العلوية، والخلود، والكفر، والله، والدين، تنعكس على أنها ليست من القرآن». إحدى الطرق التي أفلت بها بيس هوزات من هذا التمييز كانت جزءً من منظمة يسارية راديكالية والعديد من هذه المنظمات كانت تتبع عبد الله أوجلان.
كانت عائلة بيس هوزات ضحية لمذبحة عام 1938 أثناء تمرد درسيم، وقالت إنهم كانوا «ضحايا إبادة جماعية». وقالت أيضا «جدي قتل بالرصاص وزوجة أبي وأولاده قتلوا. كثير من الناس من دائرة عائلتي ذبحوا. جدتي بالكاد نجت من الجنود... هذا صنع الوعي. بعبارة أخرى، كان هناك كراهية وغضب تجاه الدولة التي أنشأوها».
وخلال سنوات دراستها الثانوية تأثرت بعبد الله أوجلان الذي نشر مقالات في صحيفة أوزغور هالك تحت الاسم المستعار «علي فرات». في عام 1994، انضمت إلى حزب العمال الكردستاني في جبال مقاطعة تونجلي، واتخذت اسم بيس هوزات، وهو اسم زوجة سيد رضا، زعيم تمرد درسيم.

## القيادة في حزب العمال الكردستاني والنسوية
بقيت بيس هوزات في ريف تونجلي لمدة أربع سنوات وكان جزءً من عدة أعمال. قُتلت شقيقتها عام 1997. أصيب والدها حسن وهران بصدمة نفسية لوفاة شقيقة بيس هوزات وقرر الانسحاب من قنديل. وطوال فترة عملها في حزب العمال الكردستاني، عملت بيس هوزات على مستوى الإدارة، وكانت منتسبة إلى عدة منظمات نسائية داخل حزب العمال الكردستاني. كان أحد الأهداف الرئيسية لبيس هو ترؤس تسليح وتدريب النساء داخل المنظمة. لقد كانت صريحة بشأن الحاجة إلى زيادة التمثيل النسائي في حزب العمال الكردستاني.
في مؤتمر حزب العمال الكردستاني الذي عقد في الفترة من 30 يونيو إلى 5 يوليو 2013، تم انتخاب بيس هوزات وجميل بايق رئيسين مشاركين للمجلس التنفيذي لاتحاد مجتمعات كردستان، ليحلا محل مراد قرايلان. إن اتحاد مجتمعات كردستان هي منظمة شاملة تضم حزب العمال الكردستاني. اعتُبر انتخاب بيس هوزات كأول امرأة في منصب قيادي في المجتمع الكردستاني بمثابة تقوية للحركة النسائية داخلها.
تقول بيس إن حزب العمال الكردستاني هو حزب نسائي وأن عبد الله أوجلان صنع أيديولوجية حزب العمال الكردستاني بحيث تكون مع عدم المساواة بين الجنسين. وبعد الجمعية العامة السادسة للحركة النسائية الكردية، خلصوا إلى أن المرأة بحاجة إلى أن تكون في مناصب قيادية في المؤسسات الديمقراطية وأن الرجال سيطروا لفترة طويلة على المناصب القيادية. قالت بيس: «هناك صراع عنيف للغاية في داخلنا. إن الحرب الأيديولوجية القائمة على المساواة بين الجنسين هي التي تحدد المحور الرئيسي لنضالنا. لذلك، كمنظمة، نعتقد أنه إذا كانت المرأة في المجتمع ليست حرة، فهذا يعني أن المجتمع ليس حرًا. إذا قلتُ مجتمعًا حرًا، فسيكون هذان الجنسان أحرارًا، وسيكون هذان الجنسان متساويين، ويتعرف كل منهما على الآخر، ويحترم بعضهما البعض، ويحبان بعضهما البعض بشكل صحيح. النموذج الذي طورناه في المنظمة هو أحد هذه النماذج».
قالت الجمعية العامة أيضًا إن الرجال في الأدوار القيادية مفرطون في الفردية وأن النساء بطبيعة الحال أكثر اجتماعية ومجتمعية وديمقراطية من الرجال. اتفقت بيس هوزات مع الجمعية العامة ومضت تقول إن "للتعليم دورٌ لا يرقى إليه الشك في تحرير المرأة لأنه يساعد الناس على أن يصبحوا واعين وهو أمر لا بد منه لتحقيق الإرادة الحرة والتحرر من العبودية. هذا يتناقض بشكل مباشر مع ما تزعمه هوزات عن الحكومة التركية. تقول هوزات أنه بعد زاد حزب العدالة والتنمية من سيطرته بعد فشل محاولة الانقلاب عام 2016، فإن الحكومة التركية قد زادت سيطرة الذكور والأصوليين الدينيين عليها.

## وجهات نظر حول كردستان العراق والدولة القومية
كان هوزات من أشد منتقدي الدولة القومية ودعمت تخلي حزب العمال الكردستاني عن خطته لإقامة كردستان مستقلة. عندما سألتها الأممية الجديدة عن رأيها في الاستفتاء على الاستقلال الكردي في سبتمبر 2017، قالت إن «نهج حركتنا لا يتعلق ببناء دولة - لن يكون نظام الدولة في مصلحة الشعب الكردي ولكن شوكة في الخاصرة».
وتتابع بالقول إن «الدولة الكردية لن تكون حلاً للمسألة الكردية. هذا من شأنه أن يعمق القتال مع جيراننا ويجلب عقودًا من الحرب ضد العرب وكذلك الفوضى والمعاناة»،  وأن «عصر الدولة القومية قد انتهى. إن الدولة لا تشتري حرية لأنها نظامٌ برجوازي يفرض القمع على الشعب من قبل النخبة». كما انتقدت هوزات مسعود بارزاني زعيم الحزب الديمقراطي الكردستاني الذي دعا إلى الاستفتاء. وتجادل بأن الحزب الديمقراطي الكردستاني شديد المركزية وأنهم كانوا يبتزون السكان الأكراد في جنوب كردستان كن خلال طلبهم دعم استفتاء الاستقلال.
تدعي حزت أن الاستفتاء كان بسبب عدم وجود أي سلطة للبرلمان الكردي العراقي وأن شعب كردستان العراق يواجه مشاكل اقتصادية واجتماعية خطيرة. هي تعتقد أن رجب طيب أردوغان وبارزاني قريبان من بعضهما للغاية وأن حزب حزب العدالة والتنمية الحاكم في تركيا بحاجة إلى دعم الحزب الديمقراطي الكردستاني لسحق السكان الأكراد. تؤكد هوزات كذلك أن «بارزاني يمثل إرث تعاون الأكراد وتركيا، أي قوة احتلال». كما أعربت هوزات عن نفورها من الحدود التابعة للدول القومية.
وبخصوص حدود تركيا وإيران، قالت هوزات إن محاولة تركيا بناء جدار بين تركيا وإيران تدل على سياسات تركيا الحالية، وأن «تطلعات الشعب إلى الحرية لا يمكن احتواؤها بجدار». تريد هوزات تقسيم الحدود بين الأجزاء الأربعة لكردستان حتى يتمكن الشعب الكردي من التحرر من الدول القومية.
قالت هوزات لصحيفة الأممية الجديدة: «إننا نشهد حربًا عالمية ثالثة في المنطقة» فيما يتعلق بتركيا. تسبب فشل عملية السلام الكردية التركية في منتصف عام 2010، في استئناف حزب العمال الكردستاني القتال في المنطقة بعد محاولة الانقلاب ضد أردوغان. قالت هوزات أن عملية سلام لم كان موجودة مطلقًا وأن حزب العدالة والتنمية الحاكم في حاجة ماسة إلى وقف إطلاق النار بسبب الوضع الصعب في الساحتين المحلية والأجنبية. كما اتهمت حزب العدالة والتنمية باستغلال عملية السلام للحصول على مزيد من التعاطف في الداخل والخارج.
وزعمت هوزات أن حزب العمال الكردستاني حافظ على دوره في عملية السلام بسحب المقاتلين من تركيا وإطلاق سراح السجناء. وعندما استؤنف الصراع في عام 2015، قالت هوزات إن الوقت قد حان لـ«حرب ثورية عامة». وقالت إن حزب العدالة والتنمية سرعان ما أدرك أن الحركة الكردية تكتسب قوة في روج آفا وأنهم يحظون باهتمام دولي لقتالهم ضد تنظيم الدولة الإسلامية في العراق والشام وإنقاذهم الآلاف من الأيزيديين بعد مجزرة سنجار. تم تحفيز حزب العدالة والتنمية بشكل إضافي على عدم العمل مع الأكراد بعد أن حصل حزب الشعوب الديمقراطي التركي، وهو حزب يؤكد الحقوق الكردية، على 13% من الأصوات في الانتخابات العامة في يونيو 2015.

## وجهات نظرها نحو أوروبا وحلف شمال الأطلسي
تقول هوزات إن الاتحاد الأوروبي منافق. وتقول إن الاتحاد الأوروبي يعرف ما تفعله تركيا للشعب الكردي، لكنهم لا يفعلون شيئًا للتدخل. يرى هوزات أن العلاقات بين الاتحاد الأوروبي وتركيا عملية وأنهم لا يفعلون ما يكفي لكرد تركيا. تدعي هوزات أن تركيا «تبتز بروكسل من خلال اللعب بورقة أزمة اللاجئين». عندما اعتقل أردوغان 13 من أعضاء المعارضة الكردية في البرلمان التركي بعد محاولة الانقلاب الفاشلة عام 2016، قالت هوزات إن أوروبا التزمت الصمت بشأن عمليات التطهير في تركيا المستمرة حتى الآن. وتقول إن «أوروبا مسؤولة عن صعود الفاشية في تركيا لأن هذا الصمت واللامبالاة دعم غير مباشر للسياسات التركية».
كما انتقدت هوزات حلف شمال الأطلسي بسبب دعمه لتركيا. تدعي أيضًا أن إستراتيجية الدولة التركية للحرب ضد الأكراد منذ الثمانينيات والتسعينيات تغيرت، وأنها لم تعد تستخدم أكبر عدد من القوات البرية ولم تعد تستخدم سلاح الجو التركي وأسلحة متطورة أخرى ضد حزب العمال الكردستاني. تقول هوزات إن الأكراد يخوضون الآن أشد أنواع الحروب التي تشنها الحكومة التركية وأن الناتو لا يتحدث بصراحة.
اتهمت هوزات حلف شمال الأطلسي وتركيا بالمسؤولية عن مقتل ساكين كانسيز (المؤسس المشارك لحزب العمال الكردستاني)، وفيدان دوغان (عضو المؤتمر الوطني الكردستاني)، وليلى سويلميز (عضو في حركة الشباب الكردية) في باريس. تقول هوزات إن سبب عدم إلقاء الضوء على جرائم القتل هذه هو تورط حلف شمال الأطلسي وأن تركيا تستخدم هذا الحادث لترهيب النساء الكرديات.
وعندما ناقشت هوزات مع «الأممية الجديدة» رأيها في العلاقات الأمريكية والروسية مع الأكراد، قالت إن «مصلحة هاتين القوتين متأصلة في مصالحهما الإقليمية وخططهما لإعادة تصميم المنطقة. إنهم يريدون التقليل من قوة دول المنطقة التقليدية المتشددة للغاية في مواقفها - لأنها تشكل عقبة أمام رأس المال العالمي.»
وتقول إن السبب الرئيسي وراء بدء روسيا والولايات المتحدة في دعم الأكراد هو الصراع بين روج آفا والإسلاميين. تنفي هوزات أن الأسلحة التي تقدمها الولايات المتحدة لوحدات حماية الشعب تذهب إلى حزب العمال الكردستاني في تركيا. توضح هوزات أن حزب العمال الكردستاني لم يواجه أبدًا مشكلة في الحصول على الأسلحة وأن الحكومة التركية تحاول تشويه صورة وحدات حماية الشعب.
زعمت بيس هوزات أن تنظيم القاعدة والدولة الإسلامية في العراق والشام هما «أدوات صنعها النظام الرأسمالي». تلقي هوزات اللوم على البعثيين والولايات المتحدة وإسرائيل والمملكة المتحدة في تمكين الجماعات الإسلامية السنية المتطرفة من أجل السيطرة على الأغلبية الشيعية المهيمنة في المنطقة بعد سقوط صدام حسين في العراق. كما تلقي هوزات باللوم على تركيا وقطر والسعودية في ازدهار للجماعات السنية الراديكالية. إلى جانب ذلك، اتهمت هوزات حزب العدالة والتنمية بالتعاون مع داعش وانتقدته لمحاولته تفكيك العلمانية في تركيا.

## وجهات النظر حول الاستفتاء التركي
عندما أجرى رجب طيب أردوغان استفتاء في عام 2017 اقترح فيه تغيير تركيا من نظام برلماني إلى نظام تنفيذي، أدانت بيس هوزات الاستفتاء على الدستور باعتباره استيلاءً من أردوغان وحزب الحركة القومية اليميني المتطرف على السلطة. وقالت في مقابلة مع صحيفة هآرتس إن تغيير تركيا إلى نظام تنفيذي سيشجع اليمين المتطرف والقوميين في تركيا ويحفزهم على عبور الحدود في العراق وسوريا. تقول هوزات إن أردوغان يعد بالاستقرار وإنهاء الإرهاب على حساب مزيدٍ من الاستبداد.
ترى هوزات أن حزب العمال الكردستاني له تأثير على الصعيدين الإقليمي والدولي. وتقول إن الكونفدرالية الديمقراطية يمكن أن تكون بديلةً عن أنظمة الحكومة الدولتية.